# Patrick Sensburg
Patrick Sensburg (Paderborn,  25. lipnja 1971.) je njemački političar. Član je Kršćansko-demokratske unije (CDU). Član je njemačkog Bundestaga od 2009. godine. Doktorirao je 2003. na Sveučilištu Hagen.

## Vanjske poveznice
|  | Zajednički poslužitelj ima još gradiva o temi Patrick Sensburg |

- Mrežna stranica Patrick Sensburg
- Bibliografija (njem.) na stranicama Njemačke nacionalne knjižnice